# Morningwood
Morningwood és un grup de pop-rock alternatiu de Nova York, EUA. La cantant principal és Chantal Claret i la seua discogràfica és Capitol Records. El nom de "Moriningwood" prové d'una expressió anglesa que significa "erecció matinera".

## Història
El grup s'inicià quan Chantal i Pedro Yanowitz es conegueren en una festa d'aniversari el 2001, llavors tots dos formaren un duet que s'afegirien Alfredo Ortiz i Richard Steel el 2004 formant Morningwood. El seu àlbum de debut Morningwood ha estat produït per Gil Norton, conegut pel seu treball amb Pixies, Catherine Wheel, i Echo and the Bunnymen. Dins d'aquest disc s'inclouen "Nth Degree", "Jetsetter" i "New York Girls". Durant l'any 2006 faran una gira al voltant dels EUA amb Head Automatica.

## Membres de la banda
- Chantal Claret - vocalista
- Alfredo Ortiz - Bateria
- Pedro Yanowitz (antigament de the Wallflowers) -- baix
- Richard Steel - guitarra

## Discografia

### Àlbums
- Morningwood (2006)

### Singles
| Any         | Títol            | Posicions a la taula | Posicions a la taula | Àlbum       |
| Any         | Títol            | US Modern Rock       | Top 20 MTV España    | Àlbum       |
| ----------- | ---------------- | -------------------- | -------------------- | ----------- |
| 2005        | "New York Girls" | -                    | -                    | Morningwood |
| 2005 - 2006 | "Nth Degree"     | #30                  | #10                  | Morningwood |